# (400188) 2006 WG200
(400188) 2006 WG200 es un asteroide perteneciente al cinturón de asteroides, descubierto el 19 de noviembre de 2006 por el equipo del Spacewatch desde el Observatorio Nacional de Kitt Peak, Arizona, Estados Unidos.

## Designación y nombre
Designado provisionalmente como 2006 WG200.

## Características orbitales
2006 WG200 está situado a una distancia media del Sol de 2,648 ua, pudiendo alejarse hasta 3,186 ua y acercarse hasta 2,109 ua. Su excentricidad es 0,203 y la inclinación orbital 2,867 grados. Emplea 1574,05 días en completar una órbita alrededor del Sol.

## Características físicas
La magnitud absoluta de 2006 WG200 es 17,3. Tiene 2 km de diámetro y su albedo se estima en 0,059.